# تپه خوریان ۱
تپه خوریان ۱ مربوط به دوران پیش از تاریخ ایران باستان است و در شهرستان شاهرود، روستای خوریان واقع شده و این اثر در تاریخ ۲۵ اردیبهشت ۱۳۸۰ با شمارهٔ ثبت ۳۸۵۴ به‌عنوان یکی از آثار ملی ایران به ثبت رسیده است.